# Four for Trane
Albums de Archie Shepp
Fire Music
(1965)
Singles
Four for Trane est un album d'Archie Shepp enregistré en 1964 sur le label Impulse!. Il s'agit du premier album d'Archie Shepp en tant que leader, il est composé de 4 morceaux de John Coltrane ainsi que d'une composition originale.

## Titres
1. Syeeda's Song Flute - 8:30 (John Coltrane)
2. Mr.Syms - 7:41 (John Coltrane)
3. Cousin Mary - 7:14 (John Coltrane)
4. Naima - 7:09 (John Coltrane)
5. Rufus [swung, his face at last to the wind, then his neck snapped] - 6:25 (Archie Shepp)

## Composition du groupe
- Archie Shepp: saxophone ténor
- Alan Shorter: trompette
- Roswell Rudd: trombone
- John Tchicai: saxophone alto
- Reggie Workman: contrebasse
- Charles Moffett: batterie

## Sources
- (en) Four for Trane sur allmusic.com